# Hohenöd (Amerang)
Hohenöd ist ein Gemeindeteil der Gemeinde Amerang im Landkreis Rosenheim im Chiemgau. Der Weiler liegt in der Gemarkung Evenhausen.
Der Ort liegt zwischen Evenhausen und Stephanskirchen. Hohenöd besteht aus einigen Häusern, in denen sieben Familien leben. Die Einwohnerzahl beträgt 22 (Stand: Juli 2010).
Am 1. April 1971 wurde Hohenöd zusammen mit Evenhausen in die Gemeinde Amerang eingegliedert.